# Château La Raz Caman
 (juillet 2010).
Si vous disposez d'ouvrages ou d'articles de référence ou si vous connaissez des sites web de qualité traitant du thème abordé ici, merci de compléter l'article en donnant les références utiles à sa vérifiabilité et en les liant à la section « Notes et références ».
Le château La Raz Caman est un domaine viticole de 40 ha qui situe à Anglade, à la hauteur de Pauillac sur la rive droite de la Gironde, à égale distance de Blaye et de Saint-Ciers Sur Gironde. Il produit des vins d'AOC Côtes de Bordeaux et Bordeaux. 

## Historique
La maison noble de Caman existait déjà au XVIIe siècle sous la houlette de Jacques de Mélignan, Chevalier Seigneur de Caman et de Marie-Louise de Filhot son épouse. 
En 1670, les marais sont assainis par le Duc de Saint Simon et de petits ports de chargement, « Le Passage », « La Belle Étoile » sont créés pour faciliter le transport du vin par voie maritime. Les années 1700 furent celles du Chevalier Seigneur de La Raz Caman dont le cru porte aujourd'hui le nom. Après sa mort le domaine va connaître une gestion difficile depuis Bordeaux, les routes en mauvais état l'hiver rendent les visites de plus en plus espacées. 
La vie bordelaise beaucoup plus agréable amènera le domaine à la ruine, Caman est vendu.
C'est en 1857 qu'un descendant, gros travailleur, opportuniste et bon gestionnaire va acheter Caman dans un état de délabrement presque total. Après vingt années de travail, le phylloxera n'épargnera pas le vignoble de La Raz Caman qui sera détruit en grande partie à l'image du vignoble Bordelais. Seules les parcelles en bordure de la Gironde « Les Palus » qui inondaient tous les ans résistèrent à ce terrible fléau.
Le début du XXe siècle fut une période faste, avec la construction de nouveaux chais, puis à nouveau une période sombre, les hommes étant partis à la guerre et les femmes restées dans les vignes.
En 1946, la propriété divisée est donnée pour moitié aux employés. Diverses vicissitudes amenèrent les nouveaux propriétaires à la vente successive des terres et des vignes. 
En 1973, la moitié manquante est rachetée et c'est le début de la restructuration du vignoble :
- restauration du cuvier ;
- reconstruction des chais à barriques ;
- aménagement des locaux de conditionnement ;
- replantation d'une partie du domaine ;
- classification des parcelles en fonction du terroir, du cépage, du porte-greffe, etc. ;
- développement de la partie commerciale.

## Terroir
Le vignoble de La Raz Caman est implanté sur les coteaux « argileux calcaires, pierreux » de la commune d'Anglade dont Féret mentionnait en 1868 que ses vins colorés et très murs étaient recherchés pour les affaires de primeurs. Les nombreuses couches de pierres calcaires permettent un drainage naturel du sol et du sous-sol. La faible couche de terre qui recouvre le socle calcaire qui forme les côtes du domaine oblige la vigne à un enracinement profond et difficile les premières années. Une fois bien enracinée, elle puise en profondeur les éléments nutritifs nécessaires à son alimentation sans connaître les problèmes de stress hydrique des années de sécheresse comme 1976 ou 2003. Au contraire elle va exploiter au mieux le sous-sol, et exprimer les qualités du terroir.
Les vins du château Caman sont issus de terroir constitués de couches de graves, de sable-argileux et de pierres calcaires, provenant de l'érosion et des sédiments déposés par la Gironde au cours des millénaires.

## Le vin
Le vin de La Raz Caman est un assemblage de 65 % de Merlot, 7 % de Cabernet franc, 23 % de Cabernet sauvignon et 5 % de Malbec.
Le vignoble produit également un autre vin sous le nom de Mélignan dont le cépage Malbec entre en grande proportion dans l'assemblage.